# Leptotarsus pruinosus
Leptotarsus pruinosus är en tvåvingeart som först beskrevs av Johnson 1913.  Leptotarsus pruinosus ingår i släktet Leptotarsus och familjen storharkrankar. Inga underarter finns listade i Catalogue of Life.